# Cyanomethia
Cyanomethia is een kevergeslacht uit de familie van de boktorren (Cerambycidae). De wetenschappelijke naam van het geslacht werd voor het eerst geldig gepubliceerd in 1998 door Philips & Ivie.

## Soorten
Cyanomethia is monotypisch en omvat slechts de volgende soort:
- Cyanomethia pseudothonalmus Philips & Ivie, 1998